# Жанажолский сельский округ (Казталовский район)
Жанажолский сельский округ — административно-территориальное образование в Казталовском районе Западно-Казахстанской области.

## Административное устройство
1. село Жанажол
2. село Абиш
3. село Комекши
4. село Танат